# Điệu phi
Điệu phi Bác Nhĩ Tế Cát Đặc thị (chữ Hán: 悼妃博尔济吉特氏, ? - 1658), là một phi tần của Thanh Thế Tổ Thuận Trị Đế trong lịch sử Trung Quốc.

## Thân thế
Sử sách không ghi năm sinh của Điệu phi, chỉ biết bà họ Bác Nhĩ Tế Cát Đặc, xuất thân từ gia tộc Khoa Nhĩ Thấm của Mông Cổ. Tổ phụ của bà là Trại Tang (宰桑), sinh ra Trác Lễ Khác Đồ Thân vương Ngô Khắc Thiện (吴克善), Cố Sơn Bối tử Sát Hãn (察罕), Hòa Thạc Đạt Nhĩ Hãn Thân vương Mãn Châu Tập Lễ (滿珠習禮), Mẫn Huệ Cung Hòa Nguyên phi và Hiếu Trang Hoàng thái hậu. Mãn Châu Tập Lễ, anh trai Hiếu Trang Thái hậu, chính là thân phụ của Điệu phi.
Theo vai vế gia tộc, bà là cháu gọi Hoàng thái hậu là cô mẫu, là biểu muội của Thuận Trị Đế, đường muội của Phế hậu Tĩnh phi và đường cô của Hiếu Huệ Chương Hoàng hậu.

## Đại Thanh tần phi
Từ nhỏ bà được nuôi dạy trong cung, gọi là [Đãi niên; 待年], những người mang thân phận này thường Hán ngữ gọi [Đồng dưỡng tức; 童養媳], mang nghĩa tương tự với "Nàng dâu nuôi từ nhỏ" trong dân gian người Hán. Có thể do sống trong cung lâu năm và có quan hệ họ hàng nên Thuận Trị Đế thấy thân thiết và gần gũi với bà. Đương thời, chế độ hậu cung chưa hoàn thiện, cũng có thể vì bà chưa chính thức trở thành tần phi nên chưa có phong hào chính thức, chỉ gọi là Thứ phi.
Năm Thuận Trị thứ 15 (1658), ngày mùng 5 tháng 3 (âm lịch), Thứ phi Bác Nhĩ Tế Cát Đặc thị lâm trọng bệnh rồi qua đời, tuổi đời cơ hồ còn rất trẻ. Tiếc thương phi tử yểu mệnh, ngay ngày hôm đó, Thuận Trị Đế hạ chỉ dụ cho bộ Lễ truy phong bà làm Phi. Lời dụ nói:
| “                                                   | 科尔沁巴图鲁王之女, 选进宫中, 因待年未行册封. 今遽尔长逝, 朕心深切轸悼, 宜追封为妃. 其封号及应行典礼, 尔部即察例议奏. 寻追封悼妃. Khoa Nhĩ Thấm Ba Đồ Lỗ vương chi nữ, tuyển tiến cung trung, nhân đãi niên vị hành sách phong. Kim cự nhĩ trường thệ, Trẫm tâm thâm thiết chẩn điệu, nghi truy phong vi Phi. Kỳ phong hào cập ứng hành điển lễ, nhĩ bộ tức sát lệ nghị tấu. Tầm truy phong Điệu phi. | ” |
| — Chỉ dụ truy phong Điệu phi Bác Nhĩ Tế Cát Đặc thị | |   |

Ngày 21 tháng 3 (âm lịch) cùng năm, Bác Nhĩ Tề Cát Đặc thị chính thức được truy phong Điệu phi (悼妃). Nghi lễ của bà đều được tiến hành theo Phi vị, dùng bạc Quả tử (锞子) cúng tế 35.000 cái, tiền 35.000, bàn thờ cúng 15 cái, thịt dê dùng 9 chỉ, rượu trắng và rượu vàng tổng 9 bình.

## Lăng viên
Điệu phi là người qua đời sớm nhất trong 32 hậu phi của Thuận Trị Đế. Khi bà mất, Thanh Hiếu lăng dù đã được chọn làm nơi an nghỉ cho Hoàng đế, khu vực dưới chân núi Xương Thụy thuộc địa phận huyện Cảnh, Tuân Hóa, tỉnh Hà Bắc; song công trình này vẫn còn chưa được khởi công xây dựng. Thuận Trị Đế quyết định an táng Điệu phi bên cạnh Hoàng lăng, vì vậy ông hạ lệnh xây cho Điệu phi một tòa Phi viên tẩm. Đến ngày 8 tháng 9 (âm lịch) cùng năm thì hạ huyệt, gọi là [Điệu phi viên tẩm; 悼妃园寝]. Sau đó 2 ngày, Thuận Trị Đế phái Nội đại thần Ngao Bái đặc biệt vượt đường xa đi cúng tế Điệu phi. Những điều này cho thấy, Thuận Trị Đế dành cho bà một tình cảm đặc biệt. Ngoài Đổng Ngạc Hoàng quý phi, bà gần như là phi tần duy nhất được Hoàng đế thương cảm như vậy.
Về sau, quan quách của Đổng Ngạc phi, Trinh phi và Khác phi cũng được đặt ở Điệu phi viên tẩm một thời gian trước khi được đưa vào Địa cung của Hiếu lăng. Năm Khang Hi thứ 57 (1718), ngày 7 tháng 4 (âm lịch), Điệu phi được đưa đến an táng tại Hiếu Đông lăng - lăng tẩm riêng dành cho cháu gái bà Hiếu Huệ Chương Hoàng hậu. Bảo đỉnh của bà tọa lạc ở vị trí tôn quý nhất trong 28 vị tần phi.